# Adolf Fredrik III av Mecklenburg-Strelitz
Adolf Fredrik III, hertig av Mecklenburg-Strelitz, född 7 juni 1686 och död 11 december 1752, var regerande hertig av Mecklenburg-Strelitz.

## Biografi
Adolf Fredrik III var son till Adolf Fredrik II av Mecklenburg-Strelitz och hans hustru hertiginnan Maria av Mecklenburg-Güstrow (1659-1701).
Han efterträdde sin far som hertig av Mecklenburg-Strelitz den 12 maj 1708. År 1712 brann den hertigliga familjens slott och staden Strelitz ner, på grund av detta bodde Adolf Fredrik och hans familj några år i en närbelägen jaktstuga. År 1733 grundade han den nya staden Neustrelitz, som blev huvudstad i Mecklenburg-Strelitz 1736.
Adolf Fredrik III dog i Neustrelitz och efterträddes som hertig av sin brorson Adolf Fredrik IV.

## Familj
Adolf Fredrik III gifte sig den 16 apri 1709 i Reinfeld med prinsessan Dorothea Sofie av Holstein-Sonderburg-Plön (1692–1765), de fick två barn:
- Hertiginnan Marie Sofia (1710–1728)
- Hertiginnan Madalena Cristina (1711–1713)